# 列車炮

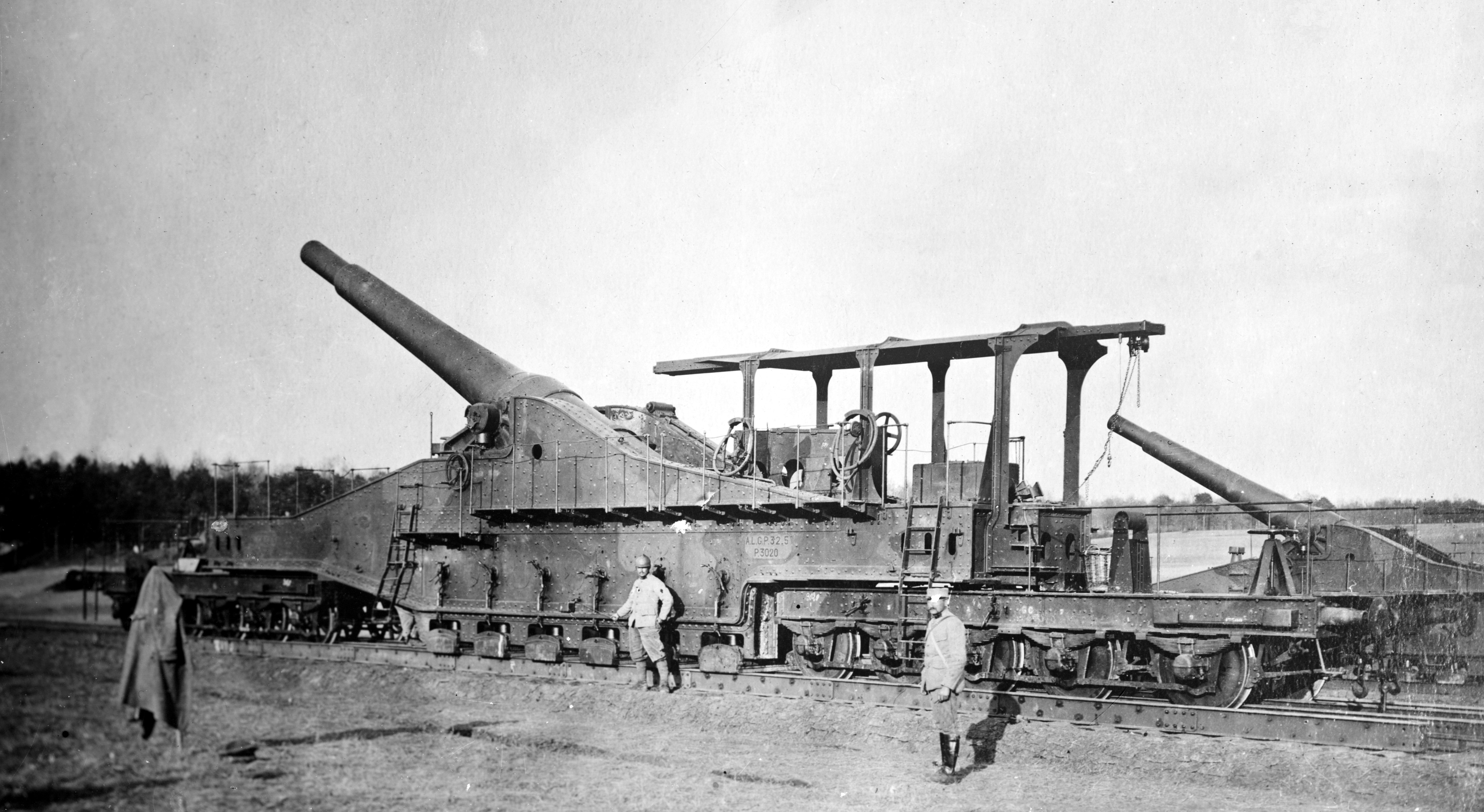
法軍320毫米列車砲

列車砲（英語：Railway Gun），又稱鐵道砲，為一種架設在鐵軌上的大型砲種。透過在裝甲列車上裝置大砲，讓本來不便運輸的大型火砲可以在鐵軌上快速移動。很多國家都建造過列車砲，比較著名的有德國在1930年代建造的古斯塔夫超重型鐵道炮，由生產商克虜伯公司承建。
然而，隨著科技的進步，列車砲很快淡出歷史舞台，漸漸被火箭、飛彈等遠程武器所取代。

## 歷史
列車砲的概念起源於1850年代，在英國人安德森（Anderson）的《國防》（National Defense）一書中提出，1860年代後俄羅斯亦出現相同的概念。最早使用列車砲的國家是美國，在南北戰爭期間，聯邦軍（北軍）為了圍攻邦聯軍（南軍）據地彼得斯堡（Petersburg）而首次採用搭載於無蓋列車上的十三英吋臼砲進行轟擊，這是世界上第一款列車砲。
第一次世界大戰及第二次世界大戰期間，德國亦開始以列車砲作為轟擊要塞及塹壕的武器，把列車砲的使用推向新的高峰。第一次世界大戰期間，德國使用了射程一百三十公里的「巴黎大砲」（Paris-Geschütz）轟擊法國巴黎。因此，協約國在戰後擬定的《凡爾賽條約》中明文德國禁止使用列車砲等重型武器。話雖如此，1935年希特勒重整德國軍備後，列車砲仍然再次面世。
第二次世界大戰期間，德國製造了很多不同種類的列車砲如古斯塔夫超重型鐵道炮、K5列車砲等。這些列車砲的口徑比較大，由800毫米至1000毫米不等，其砲管亦較相對長，砲彈射程可達數十公里遠。

## 淘汰
由於列車砲體積過於龐大，最後往往成為轟炸機的目標，而且移動上受到鐵軌的限制，機動性相對較低。此外，有鑑於各地鐵路軌距不一，列車砲要進入他國國境時，可能需要拆卸再組裝，甚至重新鋪設鐵軌，加上德國秘密開發飛彈等遠程武器，並在二戰後期成功將新式武器V2火箭實體化，取代列車砲原有的地位，自此，列車砲不再獲採用，由新研發的飛彈取而代之，成為新世代的戰爭兵器。
1980年代，蘇聯開發一款可利用鐵路移動及發射的RT-23 UTTH洲際彈道飛彈，直到2005年除役。2021年9月15日，朝鮮從平安南道陽德郡的鐵道路線上，由貨物列車改裝的發射車朝日本海方向試射火星11A短程彈道飛彈。

## 外部連結
- 列車砲的起源
- 列車砲網上展覽館
- 列車砲